# Leucania denticula
Leucania denticula är en fjärilsart som beskrevs av George Francis Hampson 1893. Leucania denticula ingår i släktet Leucania och familjen nattflyn. Inga underarter finns listade i Catalogue of Life.